# ملانگ دیدیو
ملانگ دیدیو (فرانسوی: Malang Diedhiou‎؛ زادهٔ ۳۰ آوریل ۱۹۷۳) داور فوتبال اهل سنگال است.
وی از سال ۲۰۰۸ وارد فهرست داوران فیفا شده‌است.